# Constante de Bernstein
En mathématiques, la constante de Bernstein, usuellement désignée par la lettre grecque β (bêta), est une constante mathématique portant le nom de Sergueï Natanovitch Bernstein valant approximativement 0,2801694990. 

## Définition
Soit En(ƒ) l'erreur de la meilleure approximation uniforme d'une fonction réelle ƒ définie sur [−1, 1] par un polynôme réel de degré au plus n. Dans le cas où ƒ(x) = |x|, Bernstein a montré que la limite
{\displaystyle \beta =\lim _{n\to \infty }2nE_{2n}(f),\,}
dite constante de Bernstein, existe et est égale à 0,282 avec une erreur moindre que 0,004. Il a aussi signalé, comme une coïncidence curieuse, que {\displaystyle {\frac {1}{2{\sqrt {\pi }}}}\approx 0,282} avec une erreur moindre que 0,0005.
Mais {\displaystyle \beta \neq {\frac {1}{2{\sqrt {\pi }}}}}, Varga et Carpenter, ayant calculé :
{\displaystyle \beta =0,280169499023\dots \,.}